# Хайнрих I фон Гемен
Хайнрих I фон Гемен (на немски: Heinrich I von Gemen;† сл. 1234) е господар на Гемен във Вестфалия.
Той е син на Готфрид фон Гемен († сл. 1203) и внук на Гозвин фон Гемен († 1180), господар на Букхорст.
Господарите на Гемен са доказани от 1092 г. Те резидират в замък Гемен. През ок. 1250 г. те дават замъка за ползване на херцога на Клеве. Благородническите господари са известно време също фогтове на манастир Фреден.
През 1492 г. родът изчезва по мъжка линия със смъртта на неговия потомък Хайнрих IV фон Гемен (* ок. 1420; † 1492). Хайнрих IV фон Гемен предава през Гемен през 1467 г. като подарък, ако умре, на своя племенник граф Хайнрих IV фон Насау-Байлщайн († 1499), син на граф Йохан I († 1473) и втората му съпруга Йохана фон Гемен († ок. 1451), дъщеря на Йохан II фон Гемен († 1458) и Ода (Ида) фон Хорн († сл. 1442).

## Деца
Хайнрих I фон Гемен има децата:
- дъщеря, омъжена за Арнолд I фон Гьотерсвик († сл. 1228), син на Евервин И де Готерсвик († сл. 1202)
- Готфрид фон Гемен, фогт фон Фреден († сл. 1287), женен за София фон Цуйлен († сл. 1287), дъщеря на Стефан ван Цуилен, господар на Анхолт († сл. 1249) и на ван Бюрен; родители на:
  - Гозвин II фон Гемен 'Стари' († сл. 1316), женен за Кристина († сл. 1307); имат два сина
- Симон фон Гемен († 27 септември 1265), женен за София († сл. 1296); родители на:
  - Матиас фон Раезфелд, дрост на Ландеге († сл. 1316), женен за Гизела фон Азбек († сл. 1299); имат син